# ネオンくらげ
『ネオンくらげ』は、1973年公開の日本映画。R-18（旧成人映画）指定。山内えみこ主演、内藤誠監督。東映東京撮影所製作、東映配給。『釜ケ崎極道』（極道シリーズ第9作、若山富三郎主演、山下耕作監督）、『処女かまきり』（葵美津子主演、依田智臣監督）との3本立てで公開された。  

## 概要
山内えみこ（山内絵美子）のデビュー作で、内藤誠監督が手掛けた唯一のR指定映画（成人映画）。田舎から上京した少女が都会の遊び人にハメられ、操られてキャッチガールに転落するも逞しく生きる姿を描く。　

## ストーリー
青森から上京した17歳のゆきは喫茶店のウェイトレス。19歳のバーテン・研治と同棲している。ある日、喫茶店の客と口論しているゆきを目撃した都会の遊び人でカメラマン志望の浩一は、ゆきをキャッチガールにスカウトしようと仕組む。ゆきを三人のチンピラに強姦させ、ぐったりと横たわるゆきを親切そうに助け起こす。浩一のヌードモデルを切っ掛けに新宿のぼったくりバーのキャッチガールになったゆきは「今日からあたしネオンの下でくらげみたいにフラフラ生きるんだ」。その言葉の通り、ゆきはきらびやかな新宿のネオンの海で、くらげのようにただよいながら生きてゆく。

## キャスト
- ゆき：山内えみこ
- 里枝：川村真樹
- 研次：添田聡司
- 北見浩一：荒木一郎
- 黒木康：北川康春
- 弘子：小林千枝
- 客女：片山由美子
- レインボーの客：田中小実昌
- レインボーの客：坂本長利
- 警官：小松方正

## スタッフ
- 監督：内藤誠
- 企画：矢部恒、寺西国光
- 脚本：内藤誠
- 撮影：飯村雅彦
- 美術：藤田博
- 照明：大野忠三郎
- 音楽：三上寛
- 編集：田中修
- 助監督：深町秀煕

## 製作経緯

### 企画
『週刊文春』1973年3月12日号に「安上がりな"実録"に力を入れこむ邦画界」という記事があり、「"実録路線"のトップをきったのは東映。田中角栄がモデルの拒否でボツになったのにコリず、『仁義なき戦い』を作ってバカ当り。『マスコミで騒がれた事件や人物はなんでもかんでも映画にしてしまえ』とサ。自社の俳優・安藤昇の"実録"まで作ってる。早いハナシがヤクザ映画なんだがね。大阪で殺された16歳のクラブ・ホステスも『ネオンくらげ』で"やる"そう。原作料もいらず、ウルサイ俳優も使わず、一般募集で似てるのを見つけてくりゃいいんだから、実録映画ただもうけみたいなもんだ（中略）しかし、映画にされてウレシがってる人はいいが、『ネオンくらげ』のモデルの遺族は気の毒だねえ。近く日本でも公開される『ビリー・ホリディ物語』（『ビリー・ホリディ物語/奇妙な果実）』）では、モデルの黒人女性歌手ビリーの遺族に、遊んで暮らしてゆけるだけの年金が支払われたそうだ。ゴタゴタがおきれば、話題になってなお結構、というのが普通だがねえ。"実録"もいいが、あとで『実録・人権じゅうりん』て番外作がつくのはゴメンだ」などと書かれており、当初は実録路線の一つとして珍しい実録ヤクザでない実録映画として企画に挙がったものと見られる。
プログラムピクチャーの衰退で東映も若手監督の出番が少なくなり、内藤誠監督は1972年の『夜の女狩り』以降は映画を撮っていなかったが、当時の東映社長・岡田茂から「1500万円くらいの低予算で添え物のポルノ度の高いものをつくれるなら監督させる」という条件をいわれ製作を了承した。映画タイトルの命名は、生物系タイトルが好きな岡田社長。内藤は当時、東映から僅かな給料を貰い、新宿ピット・インで山下洋輔トリオのジャズを聴いたりし、三上寛の歌に凝っていて、内藤がたまたま街で三上に会い、三上の楽曲「馬鹿ぶし」や「ものな子守歌」などの歌詞を生かしたシナリオを書いてみようと思いついた。三上の歌からの創作のため、ヒロインは青森から上京、東京の舞台は新宿ゴールデン街にした。

### 脚本
内藤はゴールデン街横の富士屋ホテルに閉じ込められ、独りで脚本を執筆。書き上げたシナリオを岡田社長に見せたら「何だかよう分からんが低予算でも出来そうだからクランクインしてよし」と了承を得た。脚本は内藤のオリジナルであるが、全くのオリジナルではなく、当初あった夜の街で漂うクラブホステスというプロットは踏襲されているようにも思える。

### キャスティング
東映の宣伝部にいた今井正監督の長男・今井功が『週刊大衆』か『アサヒ芸能』のどちらかの表紙を飾っていた山内えみこを見つけ同期の内藤に推薦。会ってみると脚本のイメージにぴったりだったが、山内は当時19歳でスチュワーデス志望の学生。「ポルノ映画で裸になるのは真っ平」と断わられた。何としても山内を起用したい内藤と寺西国光プロデューサーは、桃井かおりや伊佐山ひろ子などが出演する尖鋭的な日本映画を一緒に視察し、脚本を読んで考えてくれと頼むと、後日「興味本位で裸を見せるだけの映画でないことが分かりました。思い切ってやりましょう」と出演の了承を得て主演に抜擢した。全編セックスシーンの映画で新人の山内には異常な体験だろうと心配し、内藤は家庭にしばしば山内を招き夕食を共にした。内藤の息子が山内に懐いていたという。荒木一郎と川村真樹は、脚本を読んで出演を快諾した。田中小実昌は特別出演。

### 音楽
クレジットには音楽は三上寛しか書かれていないが、渋谷毅が採譜に協力し、録音は三上とジャズプレイヤー・坂田明、中村誠一、古澤良治郎が参加した。ギャラは一人1万円だったといわれる。

## 続編
岡田社長が完成試写を観ただけで、「おお、これは続編だ!」と、一般公開される前にすぐ続編の製作を指示した。しかし内藤は初めての成人映画に精魂疲れ果てて降り、続編『ネオンくらげ 新宿花電車』は同期の山口和彦が監督している。　

## 評価
内藤は「これがダメならもう二度と映画は撮れまい」と考えていたが、清水哲男や上杉清文、大和屋竺、荒戸源次郎、桂千穂、川本三郎や、早大シネ研らに新聞雑誌で高評価された。
本作と続編『ネオンくらげ 新宿花電車』が2011年7月～8月に東京ラピュタ阿佐ヶ谷で特集上映が組まれた。2024年には2作抱き合わせでDVD化もされた。ライナーノーツではライター早川優がシリーズがたった2作にとどまったことを残念がりつつも「逆にいえば、たった2作にとどまったからこそ、東映という広大なスタジオ＝海から生まれ出る個性豊な作品群の中、本作は密やかな妖しい光で我々を引き寄せ続けているといえるだろう」と今なお色あせない本作の魅力を語っている。